# Gaudonville
Gaudonville è un comune francese di 118 abitanti situato nel dipartimento del Gers nella regione dell'Occitania.

## Società

### Evoluzione demografica
Abitanti censiti